# Franz Schmidt (Zoologe)
Friedrich Franz Gabriel Schmidt  (* 5. Februar 1814 in Wismar; † 15. Juni 1882 ebenda) war ein deutscher Mediziner, Entomologe und Ornithologe.

## Leben
Franz Schmidt wurde als Sohn der Anna Elisabeth Lahl geboren und am 13. Februar 1814 in der Georgenkirche (Wismar) getauft. Sein Vater sei „angeblich der Müller Schmidt“ gewesen, sagt das Kirchenbuch. Ob und wann jener den Sohn womöglich adoptiert hatte oder wie er sonst zum Familiennamen Schmidt gekommen ist, geht aus dem Kirchenbucheintrag nicht hervor.
Schmidt besuchte die Große Stadtschule in Wismar, hörte von 1836 bis 1839 die Vorlesungen am anatomisch-chirurgischen Institut in Hamburg, bildete sich anschließend an der chirurgischen Lehranstalt in Braunschweig weiter und erhielt am 17. November 1841 in Rostock die Zulassung als Wundarzt erster Klasse. Anschließend wirkte er als Wundarzt und ab 1846 als Kreiswundarzt in Wismar. Er beschäftigte sich intensiv mit Zoologie, sammelte insbesondere Schmetterlinge und Vögel und legte eine artenreiche Sammlung von Lepidoptera weltweit sowie von ausgewählten Exemplaren der lokalen Vogelfauna an, wobei er seine Exponate mit großem Geschick zum Großteil selbst präparierte.
In der Entomologie ist er unter anderem Erstbeschreiber der Flachmoorwiesen-Erdeule Diarsia florida (Schmidt, 1859), einem Schmetterling (Nachtfalter) aus der Familie der Eulenfalter (Noctuidae).
Er war seit 1850 Mitglied des von Ernst Boll geführten Vereins der Freunde der Naturgeschichte in Mecklenburg und seit 1854 Mitglied des von Carl August Dohrn geführten Entomologischen Vereins zu Stettin.
Sammlungsteile seiner Lepidoptera-Sammlung befinden sich heute neben 31 mecklenburgischen Vögeln im Museum Müritzeum in Waren (Müritz), wobei allerdings insbesondere die Lepidopteren-Sammlung im Lauf der Zeit gelitten hat. Kleinere Teile der Bestände gingen seinerzeit vereinzelt auch an den Leipziger Naturalienhändler Ernst Heyne.
Er war seit 1848 mit Pauline, geborene Bundt, verheiratet. Das Ehepaar hatte einen Sohn.

## Schriften (Auswahl)
- Uebersicht der in Mecklenburg beobachteten Makrolepidopteren. In: Archiv des Vereins der Freunde der Naturgeschichte in Mecklenburg, 33, 1879, Neubrandenburg 1880, S. 1–198 (biodiversitylibrary.org)